# آرون كاستيلانوس
آرون كاستيلانوس (بالإسبانية: Aarón Castellanos)‏ هو عسكري أرجنتيني، ولد في 8 أغسطس 1799 في سالتا في الأرجنتين، وتوفي في 1 أبريل 1880 في روساريو في الأرجنتين.